# Françoise Bonvin
Pour les articles homonymes, voir Bonvin.
Françoise Bonvin est une valaisanne accusée de sorcellerie durant la première vague de chasse aux sorciers et sorcières de la région. D'abord acquittée en 1467, elle est à nouveau mise en accusation quelques années plus tard et condamnée au bûcher cette fois-ci.

## Biographie
Françoise Bonvin est une veuve de Chermignon,,,,, vivant de manière aisée avec sa fille et deux serviteurs. Elle a été dans le passé employée par le bailli Petermand de Platea. Elle est ainsi à l'opposé de l'image d'une femme marginalisée et faible d'esprit. Au contraire sa fortune, sa bonne implantation dans son village et son intelligence lui permettront d'établir une défense solide lorsqu'elle est accusée de sorcellerie en début d'année 1467.

### Contexte du procès
La répression d'une nouvelle forme de sorcellerie, associée au diable, prend force en Valais à partir des années 1428 au moins, sous l'administration de l'évêque André di Gualdo. Toutefois, le procès de Françoise Bonvin s'inscrit dans une seconde vague de chasse, plus intense, associée à l'épiscopat de Walter Supersaxo.
L'affaire de Françoise est à mettre en rapport avec les procès d'au moins sept autres inculpés de la paroisse de Lens mis en accusation en même temps qu'elle, mais pour lesquels les documents d'archives n'ont pas été conservés. Seul le dossier de défense de Françoise, contenant des extraits des procès de Pierre Chedal, Françoise Barras et Pierrette Trotta, ses co-accusés directs, a été conservé.
À l'époque, la paroisse de Lens dessert les villages du Mont de Lens (Icogne, Flanthey, Chelin) et ceux plus à l'ouest de Chermignon, Diogne, Montana ou Ollon. Les conflits entre voisins pour la gestion des eaux, des pâturages et des forêts sont des problèmes récurrents qui transparaissent dans les registres de notaires. Justement c'est un litige entre Françoise Bonvin et Françoise Barras concernant le droit de pâturage dans un champ qui apparait au cœur des dénonciations. Elles apparaissent ainsi comme des ennemies, l'une accusant l'autre d'avoir endommagé ses terres et d'avoir rendu malade ses bêtes à la suite d'une dispute, se soupçonnant mutuellement d'être la cause de leur malheur.
La première a probablement diffamée la seconde les obligeant toutes deux à comparaitre devant le tribunal épiscopal. Si, dans ce procès la justice érige Françoise Bonvin en bona mulier, c'est-à-dire femme de bonne réputation, le tribunal local de Lens considère son opposée comme une "sorcière", donc une femme de mauvaise réputation. Comme le rappel Chantal Ammann Doubliez, "la bonne ou la mauvaise réputation sont des constructions sociales et juridiques et il faut peu pour basculer de la catégorie des gens de bonne renommée à celle des stigmatisés".
Françoise Bonvin peut toutefois s'appuyer sur un bourgeois de Sion, proche de l'évêque, Heyno am Troyen, ancien châtelain de Sierre. Dénoncée comme complice dans trois procès, elle oppose à ces dénonciations une enquête des bonne réputation pour laquelle soixante-sept témoins de Lens, Chermignon, Venhtône et alentours sont auditionnés afin de construire sa bonne renommée. Son défenseur a aussi des intérêts d'ordre privés pour défendre Françoise, puisqu'elle parait être la belle-mère de son fils Théodule am Troyen. Or, condamner Françoise pour sorcellerie revient à décharger ses héritiers de toutes leurs possessions, à cause de la saisie des biens.
C'est justement pour se laver des accusations émises par Pierre Chedal de Diogne, exécuté en janvier 1467, Pierrette de Trotta de Vercorin brûlée en février 1467 et Françoise Barras que Heyno am Troyen monte un dossier de défense pour Françoise Bonvin en pointant les contradictions des témoignages.
Ces aveux témoignent d'éléments bien connus dans les procès de sorcellerie : infanticide, maléfices contre des bêtes, déclenchement de tempête. Ils auraient ainsi déterré ensemble l'enfant de Jean Jota, alors inhumé au cimetière, et l'auraient mangé. Des rumeurs circulent au sujet d'une secte dont les membres se rendraient au sabbat en volant sur des tabourets. On dit également qu'ils auraient fait tomber la neige un jour de juillet 1465 dans le but de détruire les récoltes. Ils seraient à l'origine d'une crue ayant détruit en partie la maison d'un certain Pierre Chedal.
Le dossier de la défense apporte sur ce point différents témoins qui déclarent l'avoir vu très affectée par l'arrivée de la neige au point de faire apporter par ses domestiques du sel aux vaches restées aux alpages. Certains coroborrent les inimitiés que lui voue Françoise Barras ce qui permet de discréditer, aux yeux de la justice, ces allégations de complicités. L'évêque décrète alors son innocence : elle est relâchée et retrouve la jouissance de tous ses biens le 4 juin 1469. Elle est par la suite accusée une nouvelle fois, à nouveau arrêtée et torturée. Affaiblie par l'âge et probablement corrompue par sa mauvaise réputation à la suite de son premier procès, elle avoue son appartenance à la secte et fini brûlée.

### Importance historique d'un procès atypique
Comme le soulevait Sandrine Strobino, historienne, le procès de Françoise Bonvin est exceptionnel dans le sens où il s'agit d'un dossier de défense qui amène à la libération de l'accusée, fait rare mais pas unique. Les sources permettent ainsi de comprendre les manoeuvres légales à disposition des inculpés pour éviter la condamnation à mort.
Pour Brian P. Levack, ce procès montre l'existence de possibilités régionales exprimant un fort scepticisme par rapport à la croyance que les sorcières puissent se rendre au sabbat en volant, même s'il est généralement admis que les sorts d'intempéries et d'envoûtement amoureux existent. Chantal Ammann Doubliez suggère plutôt que l'affaire de Françoise Bonvin démontre une volonté de la commune de Chermignon d'affirmer un contre pouvoir à l'autorité épiscopal.

## Postérité
En 2015, la metteuse en scène et comédienne Sylvia Fardel monte une pièce intitulée Françoise sauvée des flammes,, racontant l'histoire de Françoise Bonvin en romançant les recherches menées par Sandrine Strobino.